# Luci Anni
Luci Anni (llatí: Lucius Annius) va ser un magistrat romà, el primer membre conegut de la gens Ànnia.
Anni va viure a Setia, una colònia romana (actualment Sezze). Va ser pretor dels llatins l'any 340 aC, quan va començar la guerra llatina. Va ser enviat com a ambaixador a Roma per demanar la igualtat política dels llatins amb els romans. Segons una tradició, Anni es va atrevir a dir, al Capitoli, que desafiava a Júpiter. L'historiador Titus Livi explica aquesta història, però el seu relat es contradiu en diversos punts i no aclareix si Anni va fer realment una declaració d'impietat davant de Júpiter.
Quan Anni va baixar per les escales del temple, va caure de dalt a baix i es va quedar sense sentits, i sembla que es va matar, encara que Titus Livi tampoc és clar en aquest punt. El cònsol romà Tit Manli Torquat va dir que la caiguda d'Anni demostrava el poder diví de Júpiter.